# Venus de Galgenberg

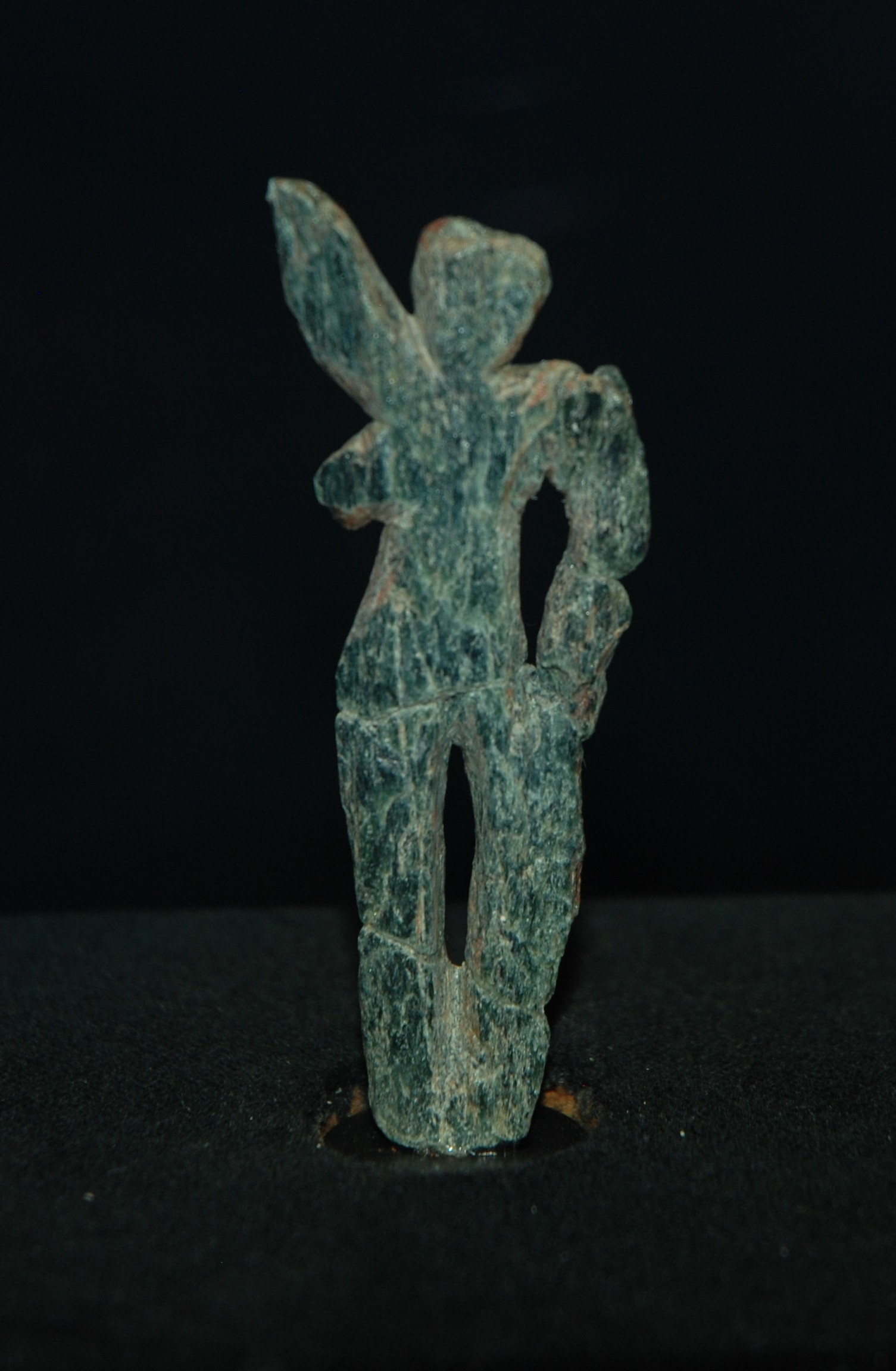
Venus de Galgenberg en el Museo de Historia Natural de Viena, Austria

La Venus de Galgenberg es una estatuilla de una venus de la Cultura Auriñaciense que data del año 30000 a. C.

## Descubrimiento
Fue descubierta el 23 de septiembre de 1988, cerca de Stratzing, al norte de Krems, Austria, no muy lejos del lugar de la Venus de Willendorf. Antes de su descubrimiento se creía que la Venus de Hohle Fels, era la figura femenina más antigua que se conocía.

## Descripción
La estatuilla mide 7.2 cm de altura y pesa 10 gr. está esculpida en piedra serpentina verde. La parte posterior de la estatuilla es plana y la postura recuerda a un bailarín. Es por eso que ha sido apodada "Fanny, la bailarina de Galgenberg" en referencia a Fanny Elssler.
A diferencia de otras venus del Paleolítico de la región (Willendorf y Dolní Věstonice), es más delgada y la feminidad no es muy marcada. Un observador casual podría describirla como un cazador con un pieza de caza al hombro.
La estatua fue probablemente hecha en el lugar. La piedra es de origen local.

## Literatura
- Das neolithische Fundmaterial von St.Pölten/Galgenleithen. in: Mitteilungen der Anthropologischen Gesellschaft in Wien. Wien 108.1978, 50ff. ISSN 0373-5656
- Zur altsteinzeitlichen Besiedlungsgeschichte des Galgenberges von Stratzing/Krems - Rehberg. in: Archäologie Österreichs. Mitteilungen der Österreichischen Gesellschaft für Ur- und Frühgeschichte. Bd 18. Wien 4.1993,1,10 ff. ISSN 1018-1857
- Bednarik, Robert (1989) The Galgenberg figurine from Krems, Austria. Rock Art Research. 6. 118-25
- La Vénus de Galgenberg et autres Vénus paléolithiques